# Félix Schnyder
Félix Schnyder (Burgdorf, 5 maart 1910 – Minusio, 8 november 1992) was een Zwitsers bestuurder, rechtsgeleerde, diplomaat, VN-functionaris, topfunctionaris en hoge commissaris voor de Vluchtelingen.

## Levensloop
Félix Schnyder studeerde rechtsgeleerdheid aan de universiteit. In 1940 werkte hij bij de Zwitserse diplomatieke dienst. In 1947 werd hij medewerker, en later raadsheer, van de Zwitserse ambassade in Moskou. In 1949 was Schnyder werkzaam als hoofd van de Zwitserse delegatie te Berlijn. Vervolgens functioneerde hij als diplomaat in Washington D.C. en in Israël. In 1958 was hij werkzaam als waarnemer bij de Verenigde Naties. Daarna werd Schnyder lid van de raad van bestuur van UNICEF en in 1960 werd hij daar bestuursvoorzitter. Van 1960 tot 1965 was hij hoge commissaris voor de Vluchtelingen.